# Pośrednia Huciańska Przełęcz
Pośrednia Huciańska Przełęcz (ok. 930 m) – niewybitna przełęcz na zachodnim krańcu głównej grani Tatr Zachodnich. Znajduje się pomiędzy Huciańskim Beskidem (950 m) i Huciańską Grapą (ok. 946 m). Wznosi się w grzbiecie oddzielającym Dolinę Borowej Wody (północne stoki przełęczy) od Doliny Huciańskiej (stoki południowe). Od Wyżniej do Pośredniej Huciańskiej Przełęczy grzbietem Huciańskiego Beskidu prowadzi szutrowa droga. W północno-wschodnim kierunku spływa spod przełęczy potok będący jednym ze źródłowych cieków Borowej Wody (według Wielkiej encyklopedii tatrzańskiej jest to Klinikowy Potok). Na przeciwną, południowo-zachodnią stronę spływa potok według słowackich źródeł uchodzący do Kwaczanki, według polskich źródeł nazywanej w górnej części Hucianką.
Nazwa przełęczy nadana została przez autorów przewodników turystycznych. Miejscowa ludność dla określenia całego grzbietu z tymi przełęczami oraz wzniesień między nimi używa nazwy Beskyd, taka też nazwa figuruje na mapie słowackiej.